# タラナス・シャルマ
タラナス・シャルマ(ネパール語: तारानाथ शर्मा; 英語: Taranath Sharma; 1934年6月23日 - 2022年2月15日)は、ネパールの文学者、旅行作家、エッセイスト、文芸評論家 。通称のタナ・サルマとしても知られている。シャルマはネパール語で112冊以上の本を執筆し、 50年以上にわたってネパール文学に貢献した 。
シャルマは、旅行記『Belayat tira baralida』で1969年のマダン賞、評論『Sama ra samaka kriti』で1972年のサージャハ賞、2013年のアディカビ・ブハヌ賞などの賞を受賞した。

## 経歴・人物
シャルマは1934年6月23日にネパール・イラーム郡・バルボテ村に生まれた。父は社会改革家のプラジャパティ・ウパディアーエ 。当初はサンスクリット語での教育を受けていたが、後に父親によって設立された英語学校で勉強を続けた。その後、ダージリンのセントジョセフ校を卒業。アメリカ・ウィスコンシン大学マディソン校で言語学の博士号を取得した。 
バナーラスでBA(文科系学士)の勉強をしつつ、友人らと共に「ジャロ・ネパーリ」と呼ばれる文学運動を開始した。その後、故マヘンドラ王の詩を批判したために投獄され、1966年に、処女作『OjhelParda』を獄中で執筆した 。
バンガー大学に在学中、イギリスやその周辺を旅した経験を記した旅行記「Belaittira Baralinda」で、1969年にマダン賞を受賞した。
シャルマは、ネパールの民主主義が回復した後、数年間、「The Rising NepalEnglish」紙の編集長を務めていた。

## 作品リスト
- Belaittira Baralinda
- OjhelParda